# Bibelgalerie Meersburg
Die Bibelgalerie Meersburg ist ein Bibelmuseum im ehemaligen Dominikanerinnenkloster in der Oberstadt von Meersburg am Bodensee. In den Wintermonaten ist das Museum geschlossen.

## Klostergebäude

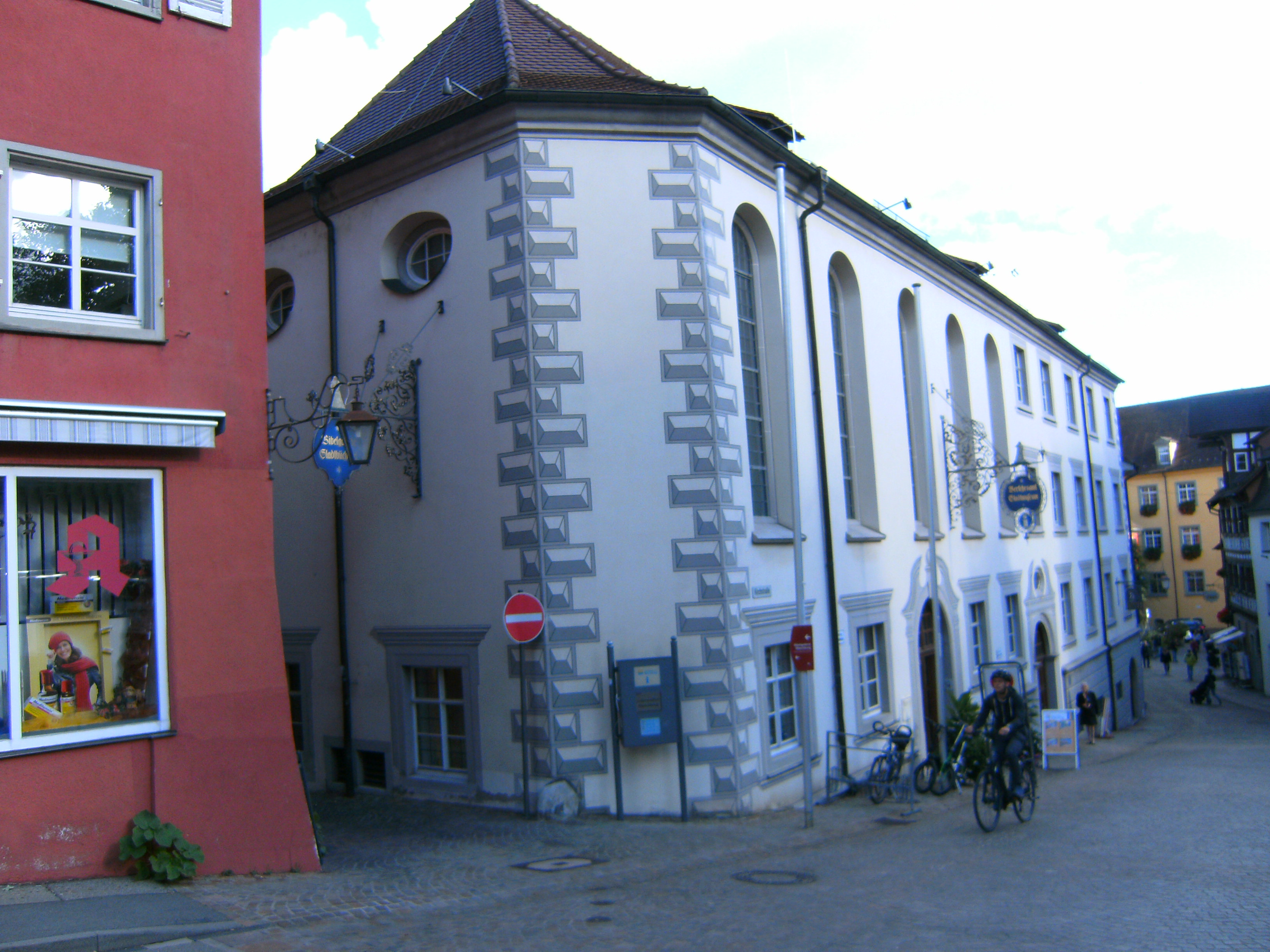
Meersburg, Oberstadt: Ehemaliges Dominikanerinnen-Kloster. Blick von der Kirchstraße

### Klosterzeit
Das Kloster Heilig Kreuz (auch Haus „Zur Sammlung“) ging aus einer Frauengemeinschaft hervor, die um 1300 gegründet worden war. 1309 wurde die Seelsorge den Dominikanern zu Konstanz übertragen. Die Schwestern der sogenannten „Sammlung“ lebten nach der Augustinerregel (bezeugt 1369) und hatten eine eigene Kapelle in der Meersburger Pfarrkirche. Im 15. Jahrhundert traten viele junge Frauen aus Patrizierfamilien in Konstanz, Meersburg und Überlingen in diesen Konvent ein; es war für das Kloster eine Zeit aktiver Bautätigkeit.
Dass der Bischof von Konstanz seine Residenz 1548 nach Meersburg verlegte, schirmte das Kloster gegenüber Veränderungen der Reformationszeit ab. Im 17. Jahrhundert war das Kloster Heilig Kreuz dem Dominikanerorden zugeordnet, aber nicht in diesen inkorporiert. Dieser Schritt wurde dann im 18. Jahrhundert vollzogen. Seine Einkünfte bezog das Kloster vor allem aus dem Weinbau. Im Jahr 1808 wurde das Kloster aufgehoben, die zehn Dominikanerinnen, die darin wohnten, wurden mit Pensionen abgefunden.
Das Klostergebäude wurde 1709 endgültig gestaltet. Die ehemalige Klosterkirche zur Kirchstraße hin hat fünf hohe Rundbogenfenster. Die Fensterrahmen und Eckquader sind durch Bemalung hervorgehoben.

### Nachnutzung

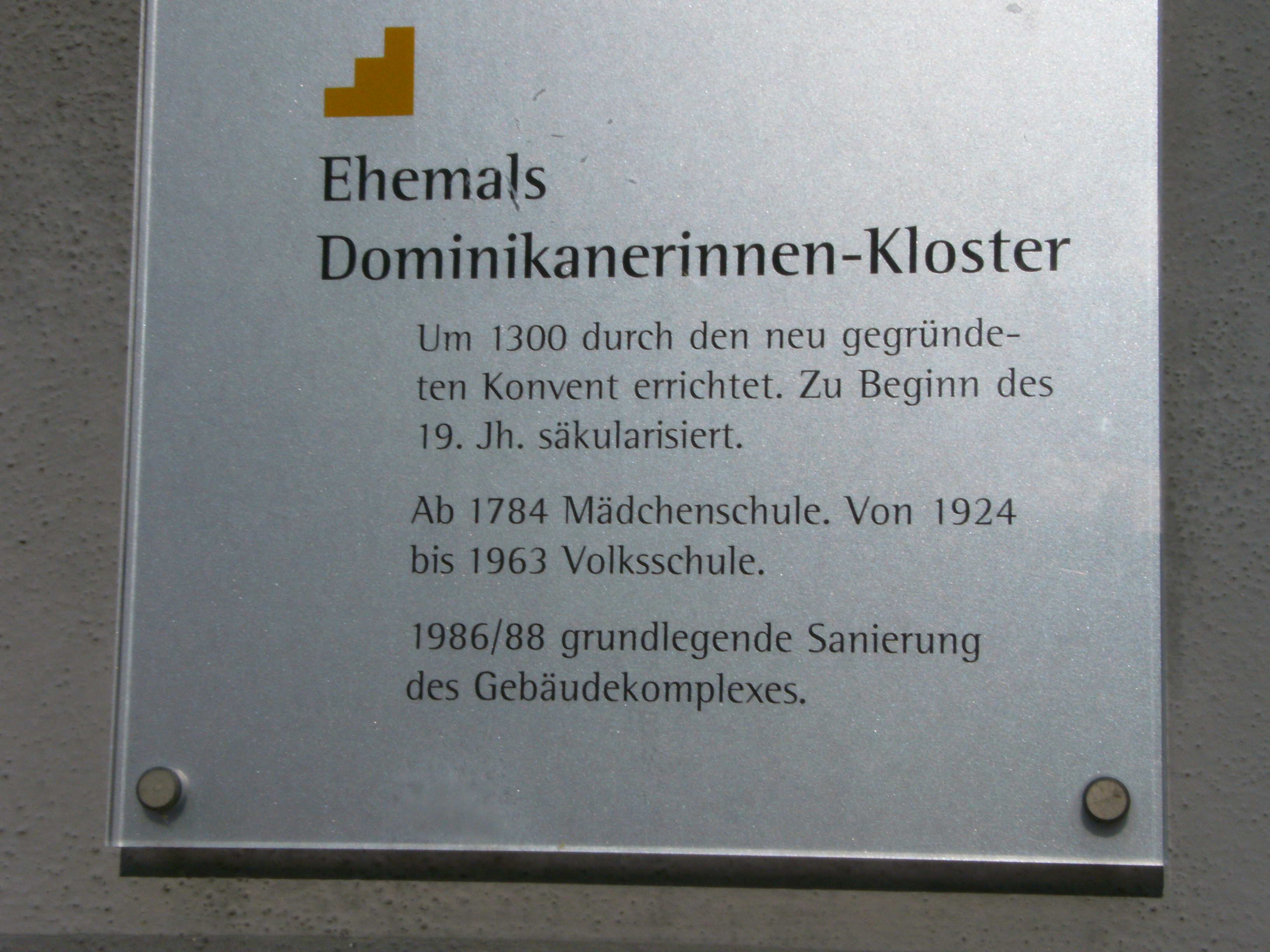
Meersburg, Oberstadt: Ehemaliges Dominikanerinnen-Kloster. Informationstafel

Seit 1858 befand sich die städtische Mädchenschule (später Volksschule) in den ehemaligen Klostergebäuden. Seit Ende des 20. Jahrhunderts sind im Gebäude   Stadtmuseum, Fremdenverkehrsamt, Bibliothek und Bibelgalerie untergebracht.

## Bibel-Erlebnismuseum

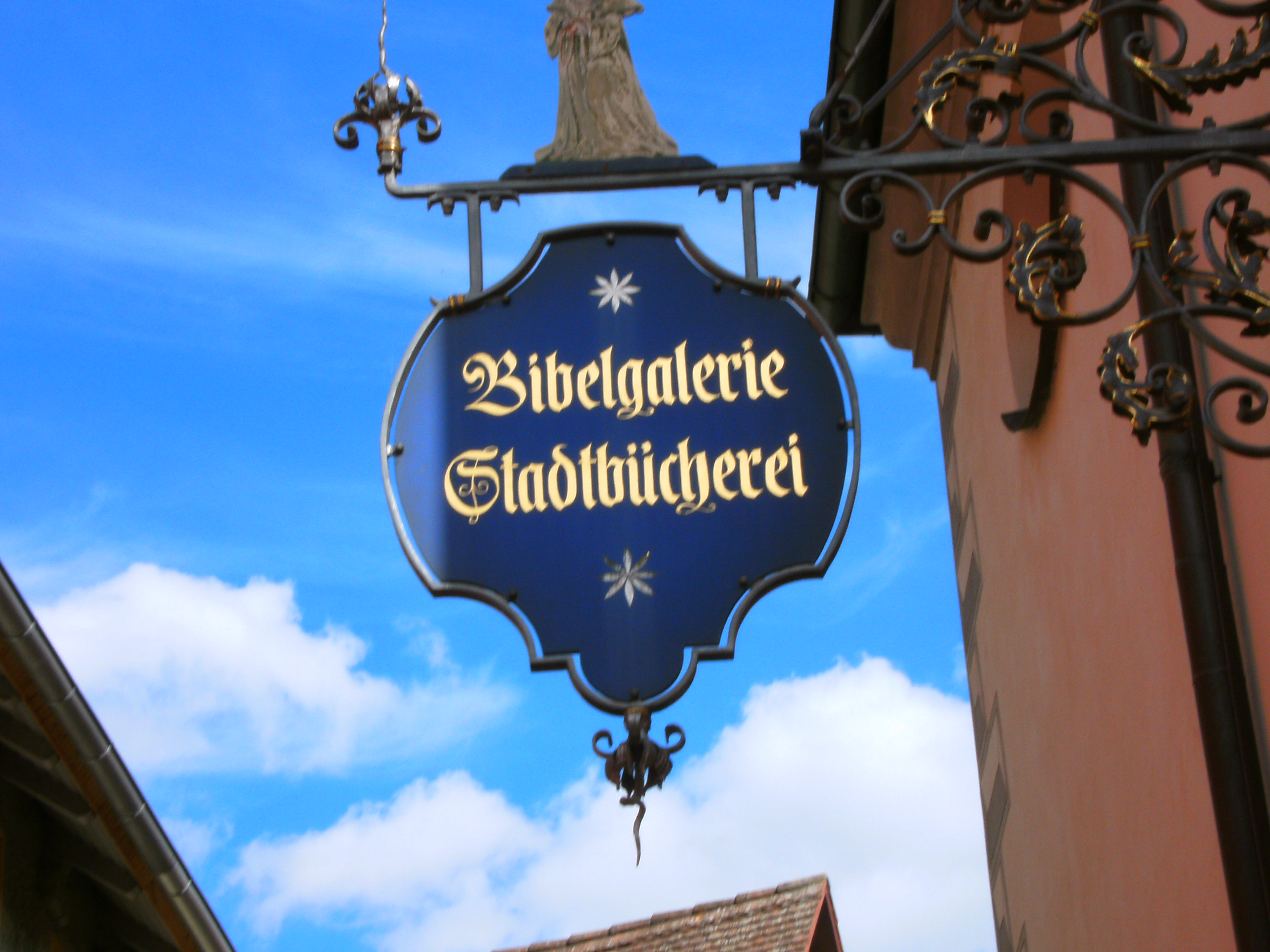
Meersburg, Bibelgalerie: Hinweisschild Eingang Stadtgraben

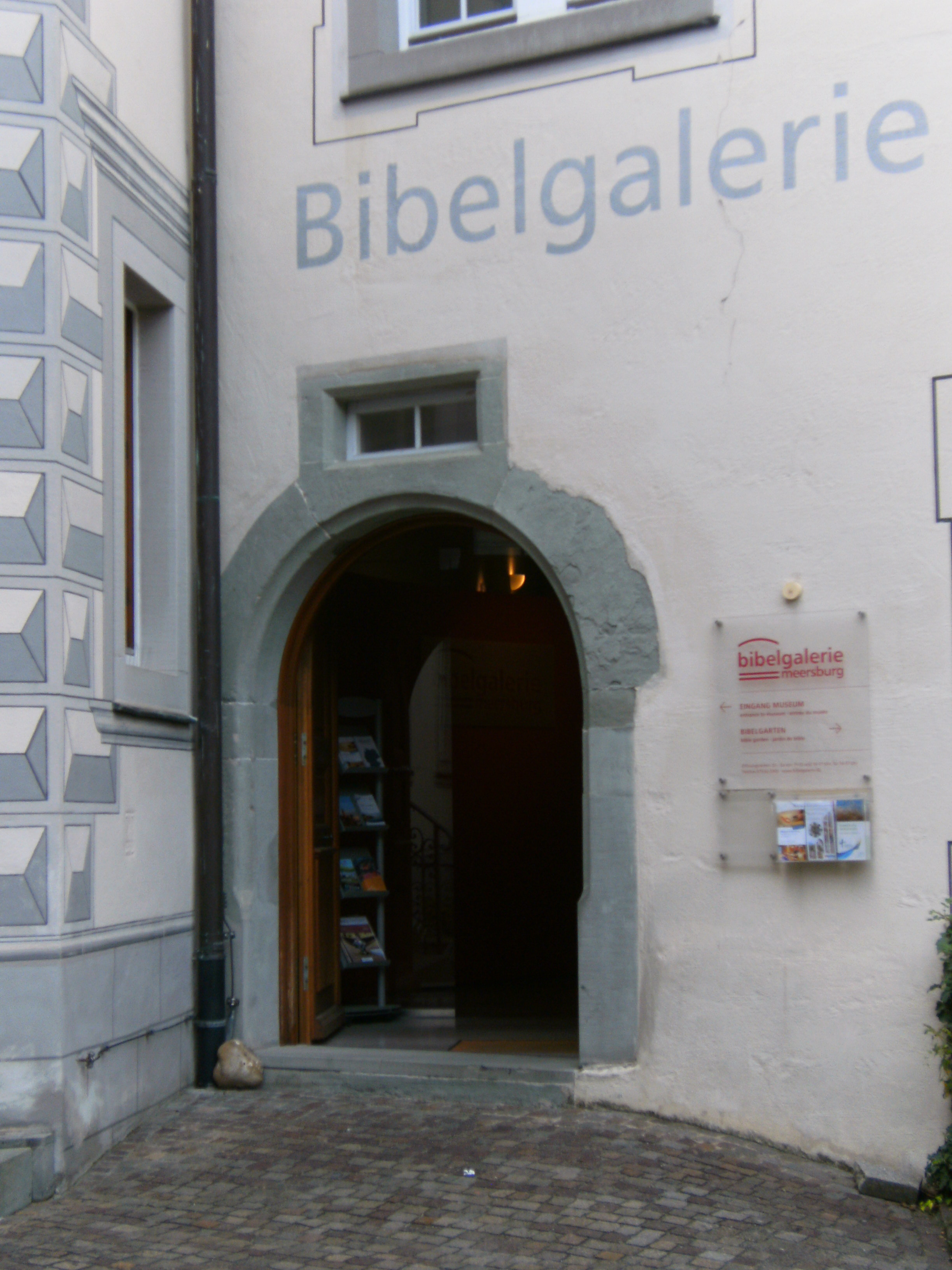
Meersburg, Bibelgalerie: Haupteingang Stadtgraben/Ecke Kunkelgasse

Als die Bibelgalerie im Juni 1988 eröffnet wurde, war sie das erste biblische Erlebnismuseum in Deutschland und hatte damit eine Pilotfunktion. Ein Hinweisschild befindet sich in der Gasse Stadtgraben. Der Haupteingang ist im Stadtgraben/Ecke Kunkelgasse. Anders als bei herkömmlichen Bibelmuseen ging es hier nicht nur um Wissensvermittlung, sondern ums Ausprobieren und um sinnliche Eindrücke. Im Jahr 2008 wurde die Ausstellung neu gestaltet und erweitert.

### Erlebniswelten

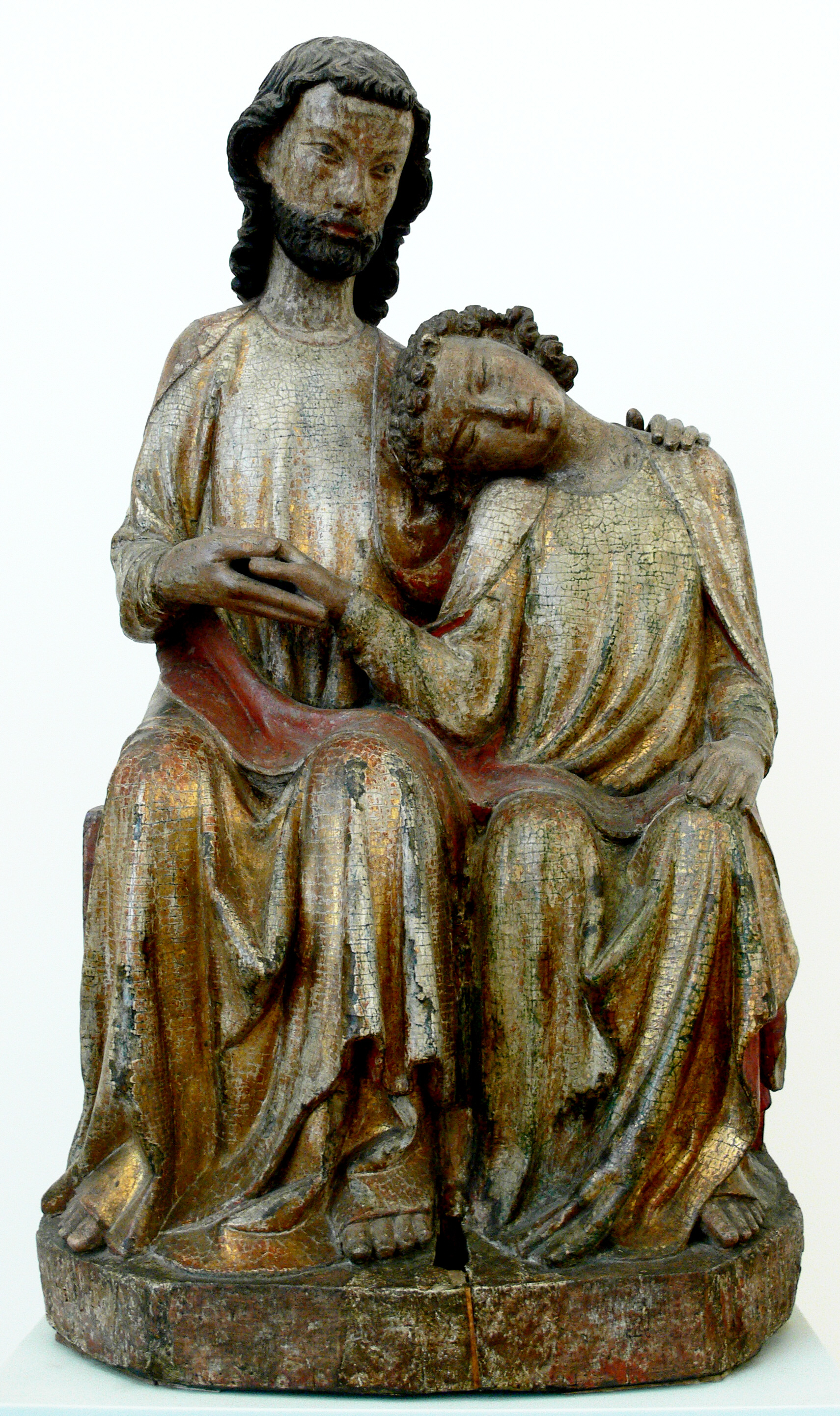
Original des Andachtsbilds im Raum der Stille (Bodenseegebiet um 1310, Bode-Museum Berlin)

Die Bibel wird erlebbar durch Schreiben in einer klösterlichen Schreibstube, Drucken mit der Druckerpresse, Geschichten erzählt bekommen in einem Beduinenzelt und Düfte des Hohenlieds.
Die Bibelgalerie bezieht auch die Klostergeschichte mit ein, unter anderem durch einen Raum der Stille, in dessen Zentrum eine Replik einer Christus-Johannes-Gruppe steht (das Original befindet sich im Bode-Museum). Die Meditation mit einem solchen Andachtsbild ist nämlich charakteristisch für Frauenklöster am Bodensee im 14. Jahrhundert. Weiter ein Lehmhaus, das vermittelt, wie die Menschen zu Jesu Zeiten gelebt haben. Eine überdimensionale Buch-Skulptur, aus der einzelne Bücher herausgezogen werden können, denn die Bibel besteht aus 77 Büchern.

### Bibelgarten

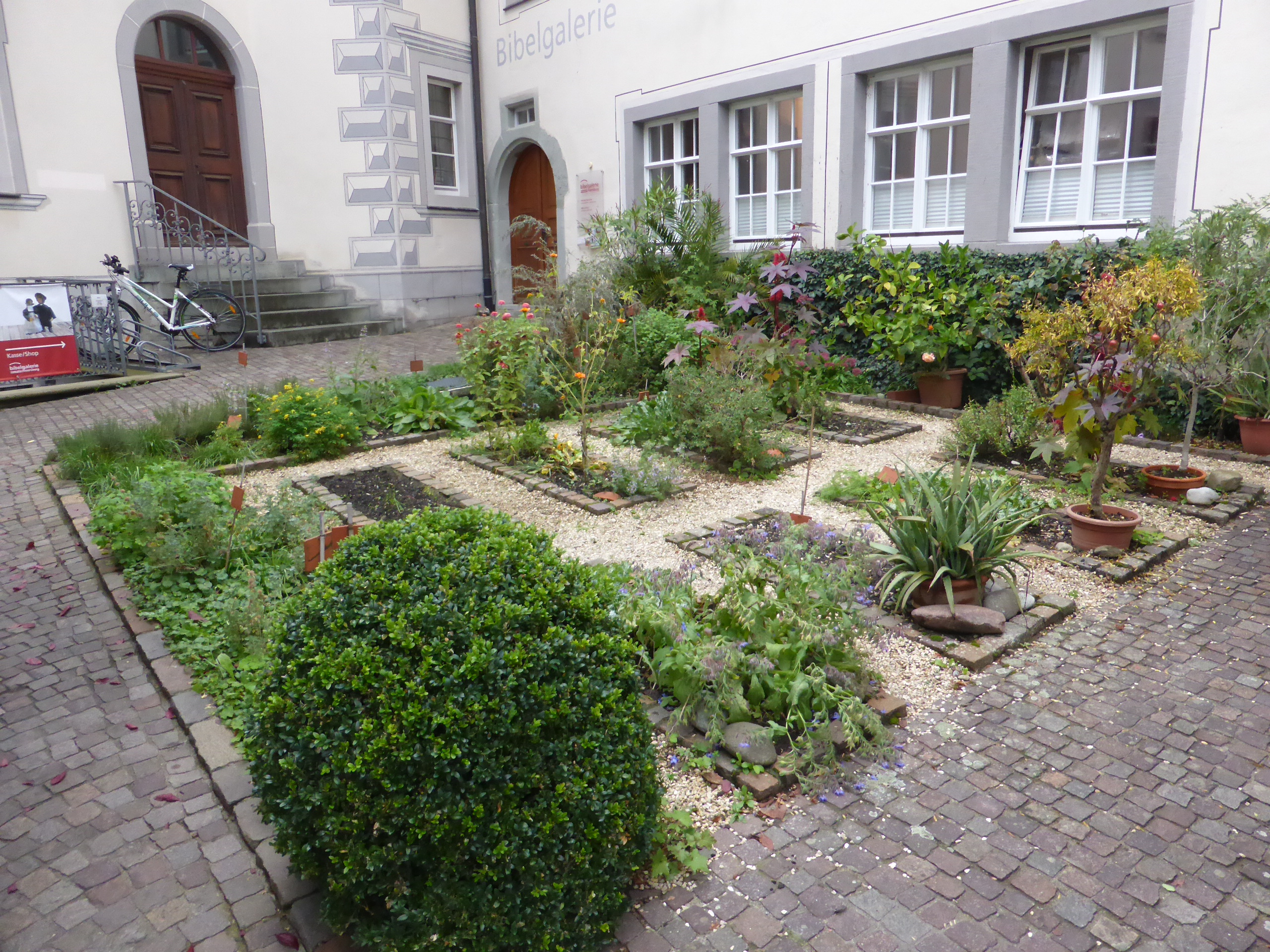
Bibelgalerie Meersburg mit Bibelgarten

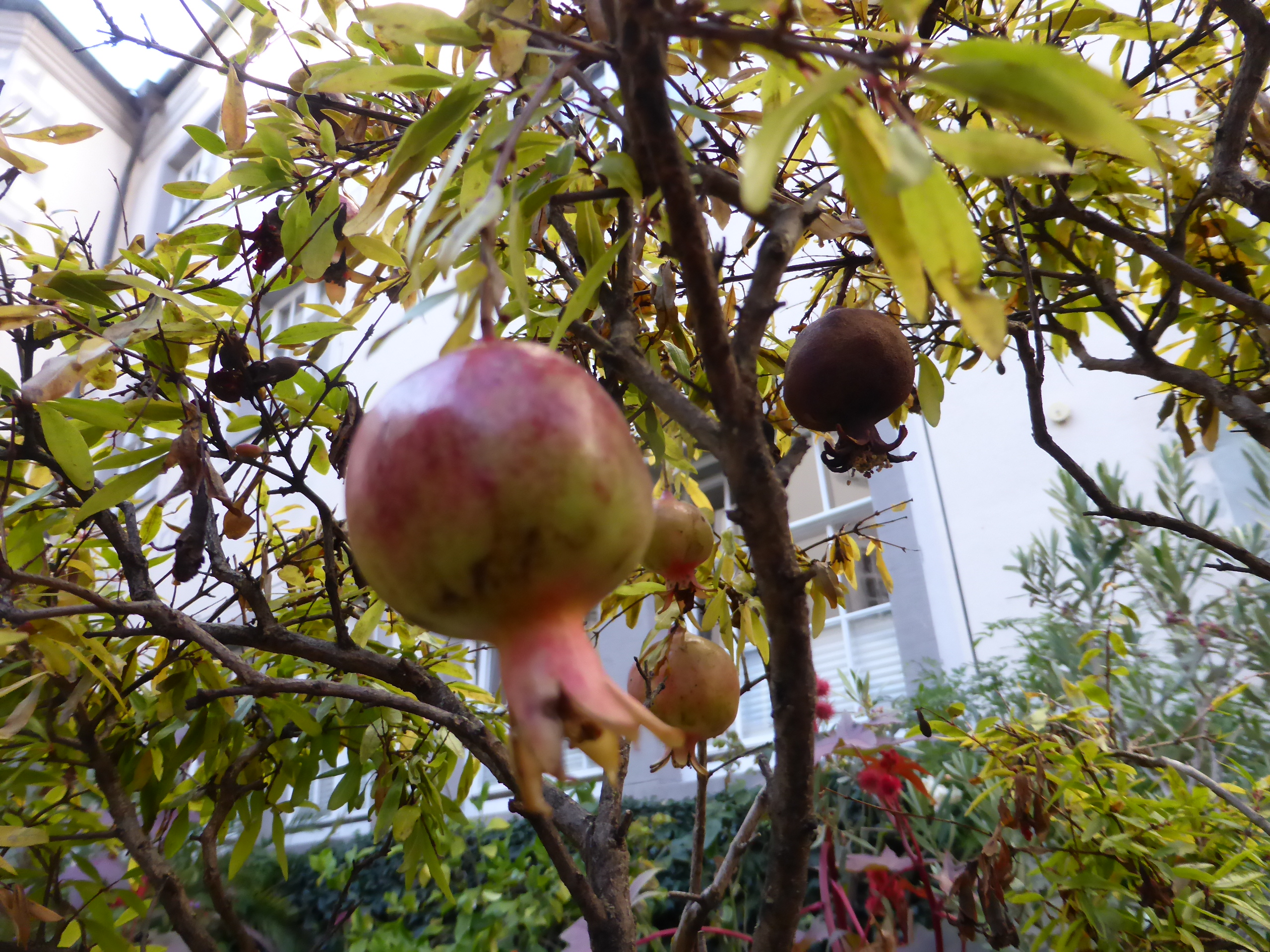
Im Meersburger Bibelgarten reifen Granatäpfel. Der Granatapfel (hebräisch רמון rimmon) ist in der Bibel ein Symbol für Leben und Fruchtbarkeit

Der frei zugängliche Bibelgarten im Hof Stadtgraben/Ecke Kunkelgasse ist Teil des Ausstellungskonzeptes. Er zeigt einen Aspekt der biblischen Lebenswelt. Begünstigt vom warmen Bodenseeklima und der geschützten Lage im Innenhof gedeihen hier mediterrane Pflanzen.
Die Bibelgalerie hat seit 2003 die Rechtsform einer gemeinnützigen GmbH. Gesellschafter sind die Badische Landesbibelgesellschaft, der evangelische Kirchenbezirk Überlingen-Stockach und die Familie Mack aus Freiburg. Die Geschäftsführerin ist Thea Groß.

## Sonderausstellungen
(Auswahl)
Zu den Sonderausstellungen zählte eine von Thomas Staubli entwickelte Ausstellung „Kleider in biblischer Zeit“ im Sommer 2013. Eine Schar von Egli-Figuren war in Gewänder gekleidet, die dem aktuellen Kenntnisstand zur Kleidung im Alten Orient entsprachen (Schasu-Schurz, Wulstsaummantel).